# Wkra
Wkra je řeka v severovýchodním Polsku. Protéká územím Varmijsko-mazurského a Mazovského vojvodství. Je 249 km dlouhá. Povodí má rozlohu 5 322 km².

## Průběh toku
Pramení v okolí Nidzice. Tok řeky je možné rozdělit na tři úseky v nichž nese tři různé názvy:
- horní tok - Nida - od pramene k ústí Szkotówki
- střední tok - Działdówka - od ústí Szkotówki k ústí Swojęcianki
- dolní tok - Wkra - od ústí Swojęcianki k ústí do Narewu

U vesnice Nowy Dwór se řeka rozdvojuje a bezejmenný průtok z ní odtéká do řeky Wel.

### Přítoky
- zprava – Szkotówka, Raciążnica, Płonka, Naruszewka
- zleva – Luta, Mławka, Topielica, Wisiołka, Rosica, Łydynia, Sona, Turka, Nasielna

## Využití
Po řece vede kajaková vodní trasa. V Bolęcině, Sobieskách a Strzegowu se nacházejí ruiny mlýnů.

### Osídlení
Na řece leží města Działdowo, Nidzica, Bieżuń, Radzanów, Strzegowo, Unierzyż, Glinojeck, Sochocin, Joniec, Cieksyn, Kosewko, Pomiechówek a Nowy Dwór Mazowiecki.